# Ankersheim (Adelsgeschlecht)

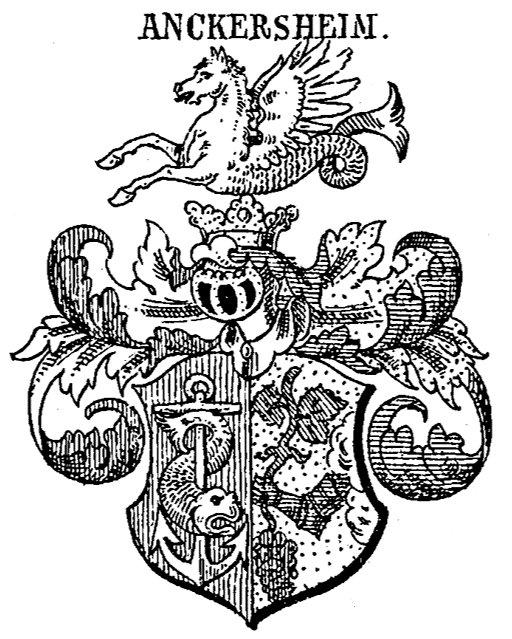
Wappen derer von Anckersheim von 1699 bei Siebmacher

Ankersheim, ursprünglich Anckerheim, auch Anckersheim, ist der Name eines erloschenen pommerschen Adelsgeschlechts, das dem ratsgesessenen Geschlecht Mathesius zu Rochlitz entstammte.

## Geschichte
Der Stammvater des Geschlechts Mathesius in Rochlitz war Valentin Matheß, Ratsherr und Bürgermeister in Rochlitz, Vater des dortigen Ratsherrn Wolfgang Mathesius (Matheß). Wolfgang Mathesius gehörte zu den wohlhabenden Gewerken der Bergstadt und starb 1521.
Der neumärkische Amtskammerrat Christian Matthesius, Sohn des Bürgermeisters in Rochlitz, Christian Matthesius, besaß seit 1691 das märkische Rittergut Klein Ziethen. Er verkaufte es 1697 dem Oberstleutnant David Friedrich von Rohr (1656–1732). Als kurbrandenburgisch-neumärkischer Oberamtmann wurde er am 27. Juni 1699 in Wien von Kaiser Leopold I. mit dem Prädikat „von Anckerheim“ mit Wappenbestätigung und Lehenberechtigung in den rittermäßigen Adelsstand erhoben. Die Nobilitierung wurde am 19. September 1700 von Friedrich III. von Brandenburg anerkannt. Spätestens Friedrich Adolf von Anckersheim besaß dann das Gut Rosenfelde im pommerschen Kreis Greifenhagen. Mit dessen Tod erwarb es nach Erbvergleich mit seinen Schwestern am 5. Oktober 1736, sein Sohn Friedrich Ludwig von Ankersheim für 13.800 Taler. Mit ihm ist die Familie, nachdem er Rosenfelde am 16. Februar 1779 an den Landrat Franz von Steinaecker (1750–1832) für 24.000 Taler verkaufte, in der dritten Generation erloschen.

## Wappen
- Blasonierung des Wappens der Nobilitierung von 1699: Der Wappenschild ist von Rot und Gold gespalten, vorn ein von einem Delphin umwundener silberner Anker, hinten ein aus Wolken am Schildrand hervorgehender geharnischter Arm, der an einer Weinrebe mit zwei grünen Blättern hängende Weintraube hält. Auf dem gekrönten Helm mit links rot-silbernen, rechts rot-goldenen Decken ein geflügeltes silbernes Seepferd.[7]

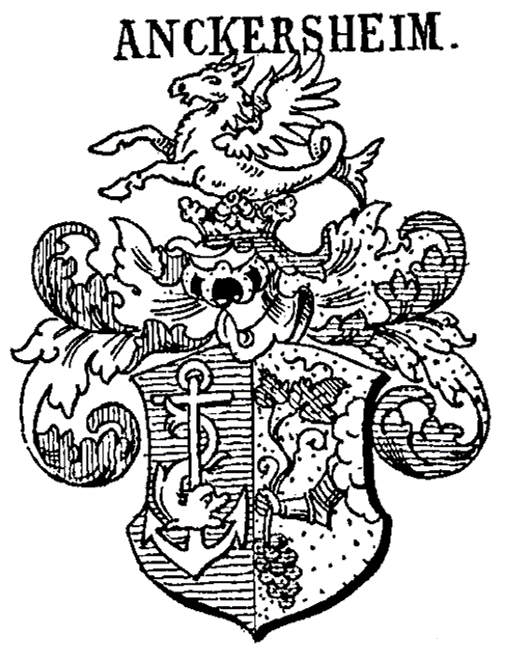
Wappen derer von Anckersheim von 1699 bei Siebmacher